# زيلنديا (تجسيد)
زيلنديا  هي التجسيد الوطني لنيوزيلندا. في شكلها النمطي لها تبدو زيلانديا كامرأة من أصول أوروبية التي تشبه في لباسها ومظهرها ببريتانيا التي يقال أنها والدة زيلانديا.

## معرض صور

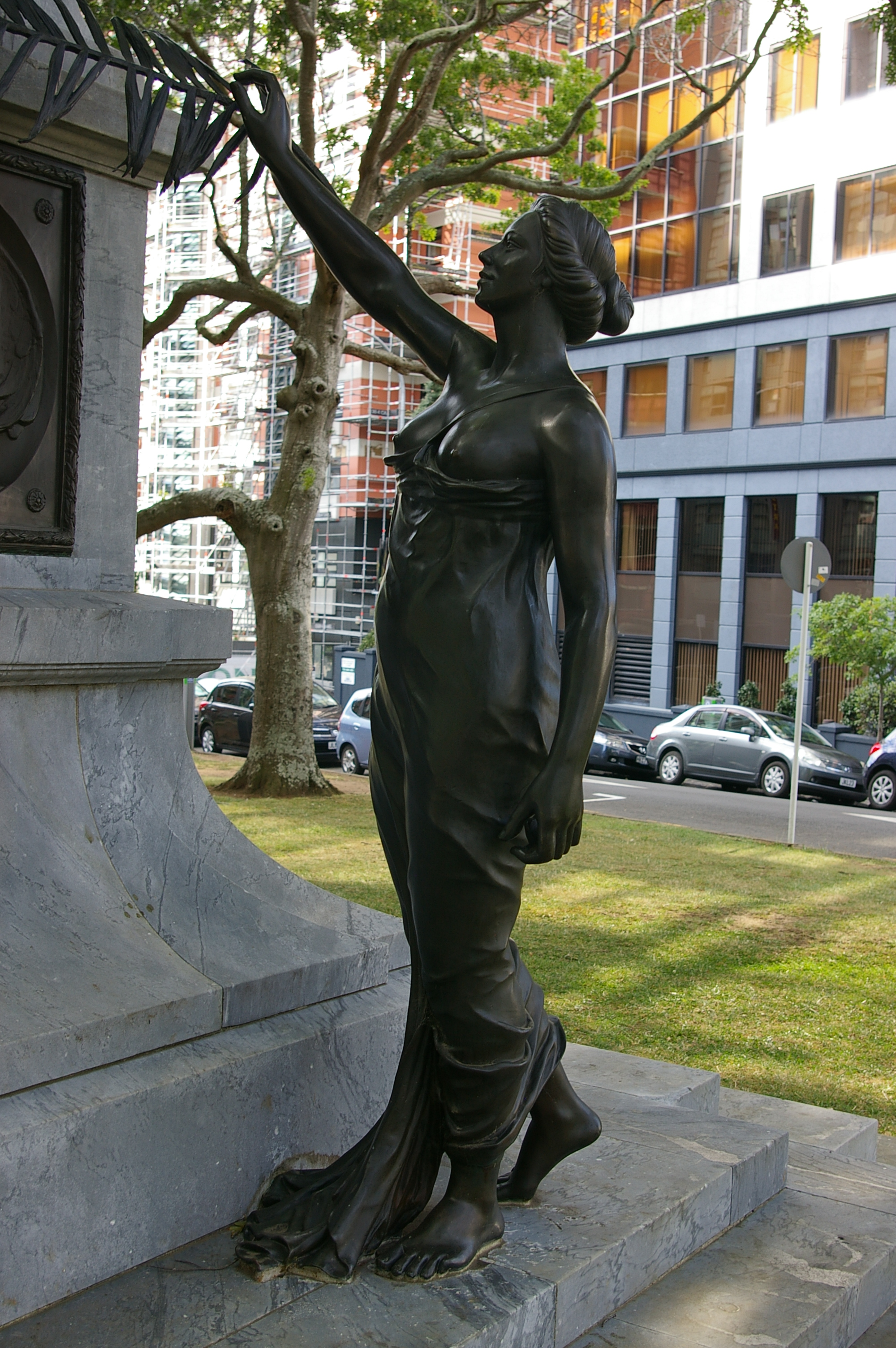
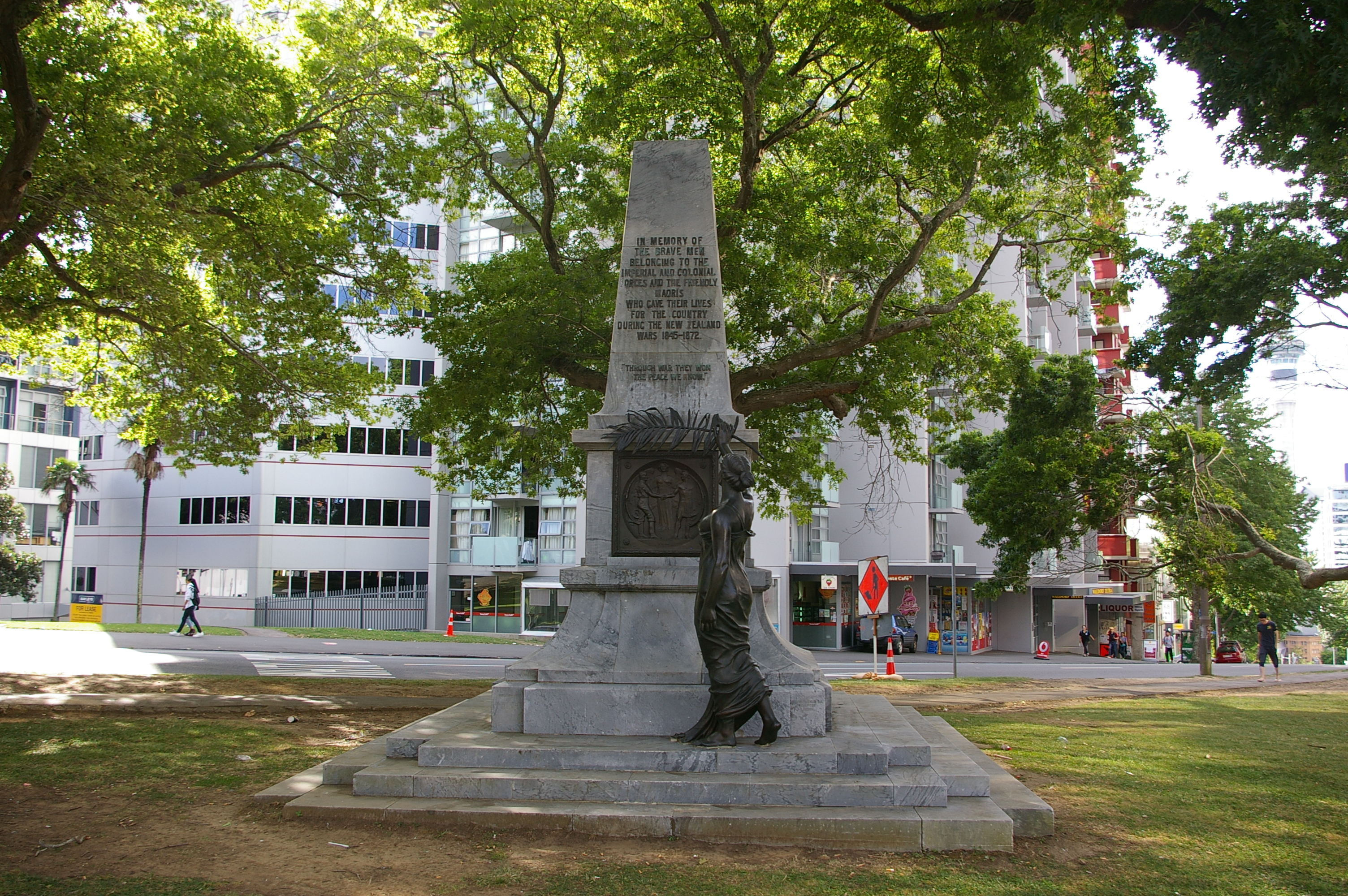
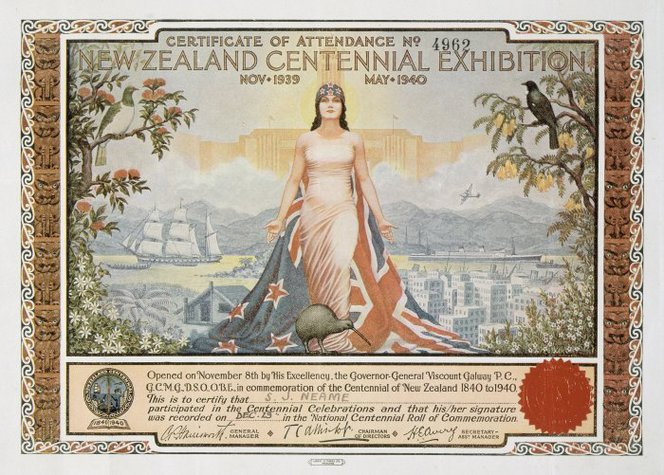
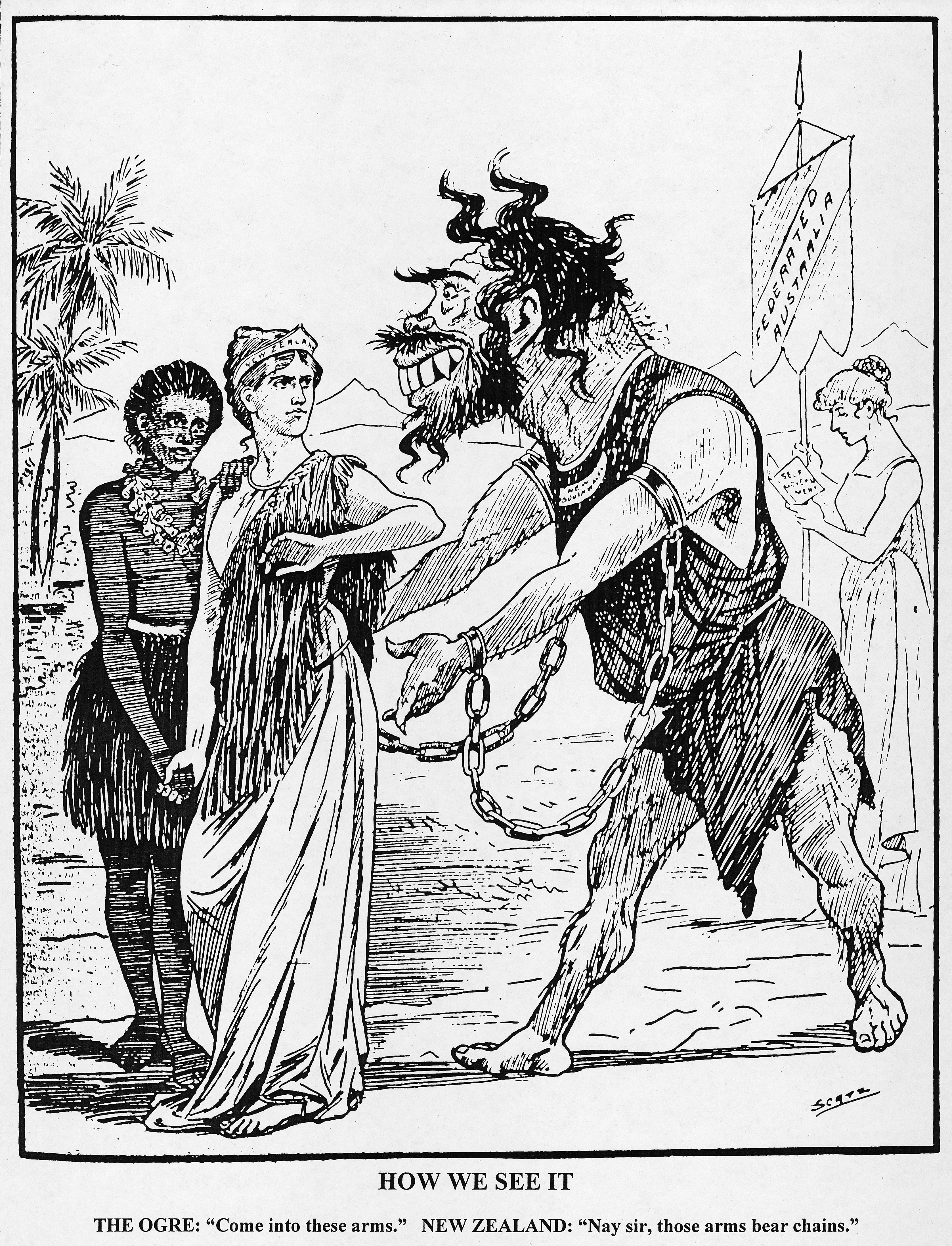